# Athens (Maine)
Athens város az USA Maine államában, Somerset megyében. Lakosainak száma 952 fő (2020. április 1.).

## Népesség
A település népességének változása:

| 2010 | 1 019 |
| 2020 | 952   |